# Seaman
Seaman is een plaats (village) in de Amerikaanse staat Ohio, en valt bestuurlijk gezien onder Adams County.

## Demografie
Bij de volkstelling in 2000 werd het aantal inwoners vastgesteld op 1039.
In 2006 is het aantal inwoners door het United States Census Bureau geschat op 1086, een stijging van 47 (4,5%).

## Geografie
Volgens het United States Census Bureau beslaat de plaats een oppervlakte van
2,6 km², geheel bestaande uit land. Seaman ligt op ongeveer 220 m boven zeeniveau.

## Plaatsen in de nabije omgeving
De onderstaande figuur toont nabijgelegen plaatsen in een straal van 20 km rond Seaman.